# 顺反子
顺反子（cistron）又称作用子，它于1955年由美国分子生物学家西摩·本泽（Seymour Benzer）提出的，他称基因内部的功能互补群为顺反子。顺反子通过顺反试验确定，如两个位点可以互补，则两个位点不属于一个顺反子；如两个位点不可以互补，则两个位点属于一个顺反子。
在早期细菌遗传学中，顺反子表示结构基因，即编码多肽链的基因。
它是遗传物质的最小单位。一个完整的顺反子是传递遗传信息的前提，即多肽链的氨基酸顺序的正确编排。
顺反子和基因关系与基因的定义有关。
有一种对基因的定义认为，基因与顺反子为同一物，是一个最小的遗传功能单位。
但是另一种定义则认为，顺反子是比基因更小的功能单位，一个基因包含几个遗传的功能单位，即顺反子。

## 多顺反子和单顺反子

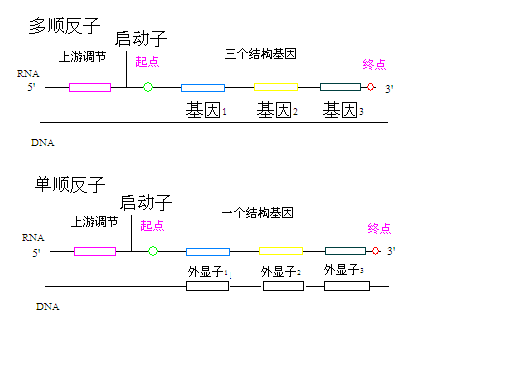
多/单顺反子示意图

多顺反子见于原核生物（但原核生物也有单顺反子作用单位），意指一个mRNA分子编码多个多肽链。这些多肽链对应的DNA片段则位于同一转录单位内，享有同一对起点和终点。
而单顺反子则见于真核生物，一个转录完毕的mRNA内含有外显子对应的转录产物，该mRNA只编码一条多肽链。